# ONE NIGHT STAND
「ONE NIGHT STAND」（ワン・ナイト・スタンド）は、ZIGGYの4枚目のシングル。

## 概要
- バンドのツアー生活を歌ったR&Rナンバー。この曲で『ミュージックステーション』に初出演を果たしている。
- MVはレコーディングでLAに行った際の映像やライブ映像で構成されている。
- SNAKE HIP SHAKES時代にリリースしたアルバム「NO DOUBT -ZIGGY SONGS played by SNAKE HIP SHAKES-」にてセルフカバーもしている。

## 収録曲
1. ONE NIGHT STAND
  - 作詞：森重樹一 / 作曲：森重樹一
2. SHOUT IT OUT LOUD
  - 作詞：森重樹一 / 作曲：戸城憲夫